# Aponeurosis
En anatomía, una aponeurosis es una membrana fibrosa formada principalmente por fibras de colágeno que tiene la función de servir de inserción a algunos músculos esqueléticos. Debe diferenciarse de la fascia, que es una formación membranosa que delimita o rodea diferentes estructuras anatómicas, entre ellas los músculos. Las aponeurosis son desde el punto de vista histológico semejantes a las de los tendones comunes, pero tienen menor inervación e irrigación sanguínea.

## Función
Las aponeurosis sirven principalmente para unir músculos planos a otras partes del cuerpo, aunque pueden unirse entre ellas mezclando sus fibras

## Localización
En la especie humana se encuentran principalmente en las regiones abdominal, lumbar, palmar,  plantar y en algunos músculos de la cara y el cráneo.